# Музей історії науки Віппла
Музей історії Віппла (англ. Whipple Museum of the History of Science) — музей науки в структурі Кембриджського університету, Велика Британія. 

## Короткий опис
В музеї розміщена велика колекція наукових інструментів, апаратів, моделей, малюнків, відбитків, фотографій, книг та інших матеріалів, пов'язаних з історією науки. Музей розташований у колишній школі Персе на Фрі Скул Лейн, і був заснований 1944 року, коли Роберт Віппл передав свою колекцію наукових інструментів Кембриджському університету. Колекція музею «визначена» Радою музеїв, бібліотек та архівів (MLA) як така, що має «національне і міжнародне значення».
Музей історії науки Віппла є одним із восьми музеїв у консорціумі Кембриджських музеїв університету.

## Фонди музею
Фонди музею особливо багаті матеріалами, що датуються 17-19 століттями, зокрема предметами, виготовленими англійськими виробниками інструментів, хоча колекція містить предмети, що датуються від середньовіччя до наших днів. Широко представлені в колекції прилади астрономії, навігації, зйомки, креслення та обчислення, а також сонячні годинники, математичні прилади та ранні електричні апарати.
З часу передачі колекції Роберта Віппла в Музей поступило багато інструментів, які раніше використовувались у коледжах та кафедрах Кембриджського університету.

## Галерея

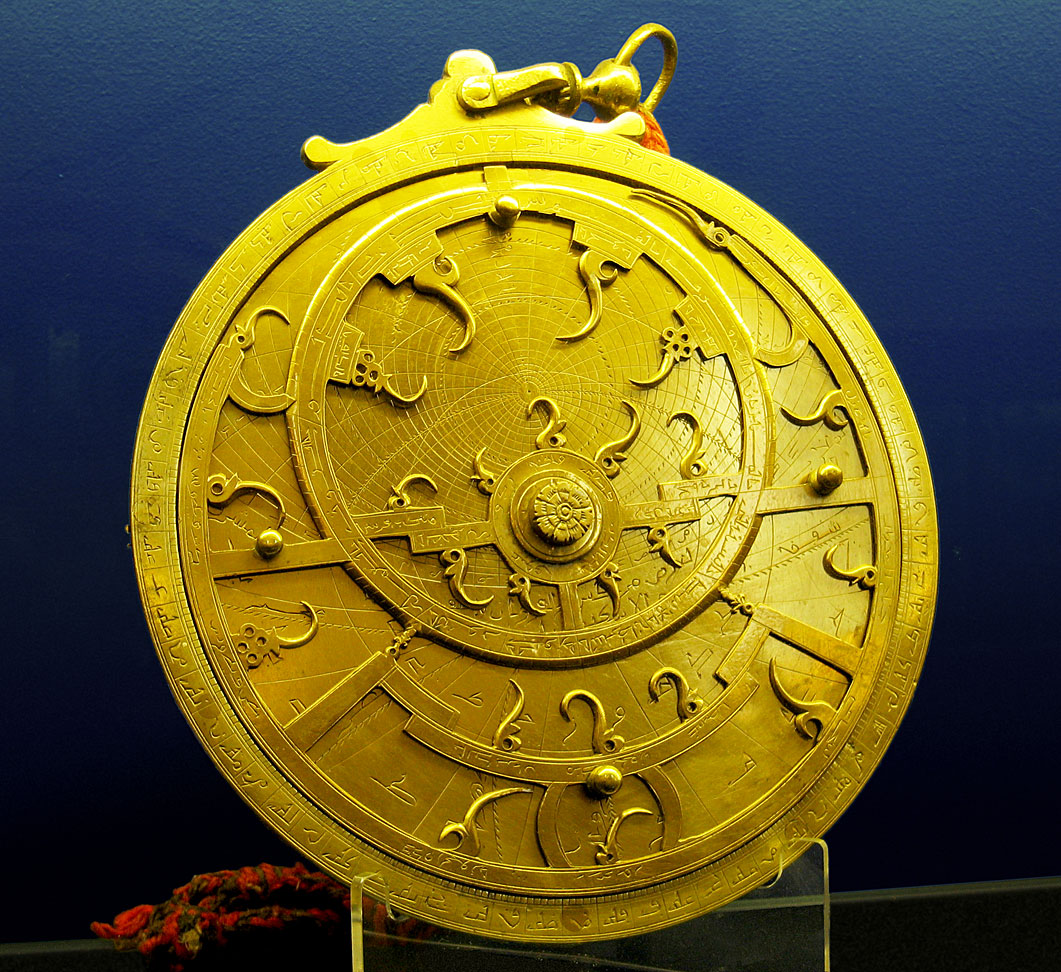
Перська астролябія XVIII століття
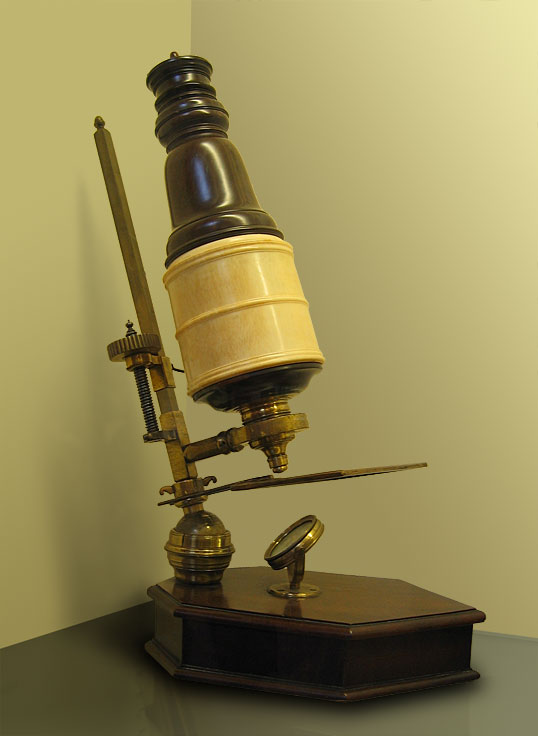
Мікроскоп, XVII століття.
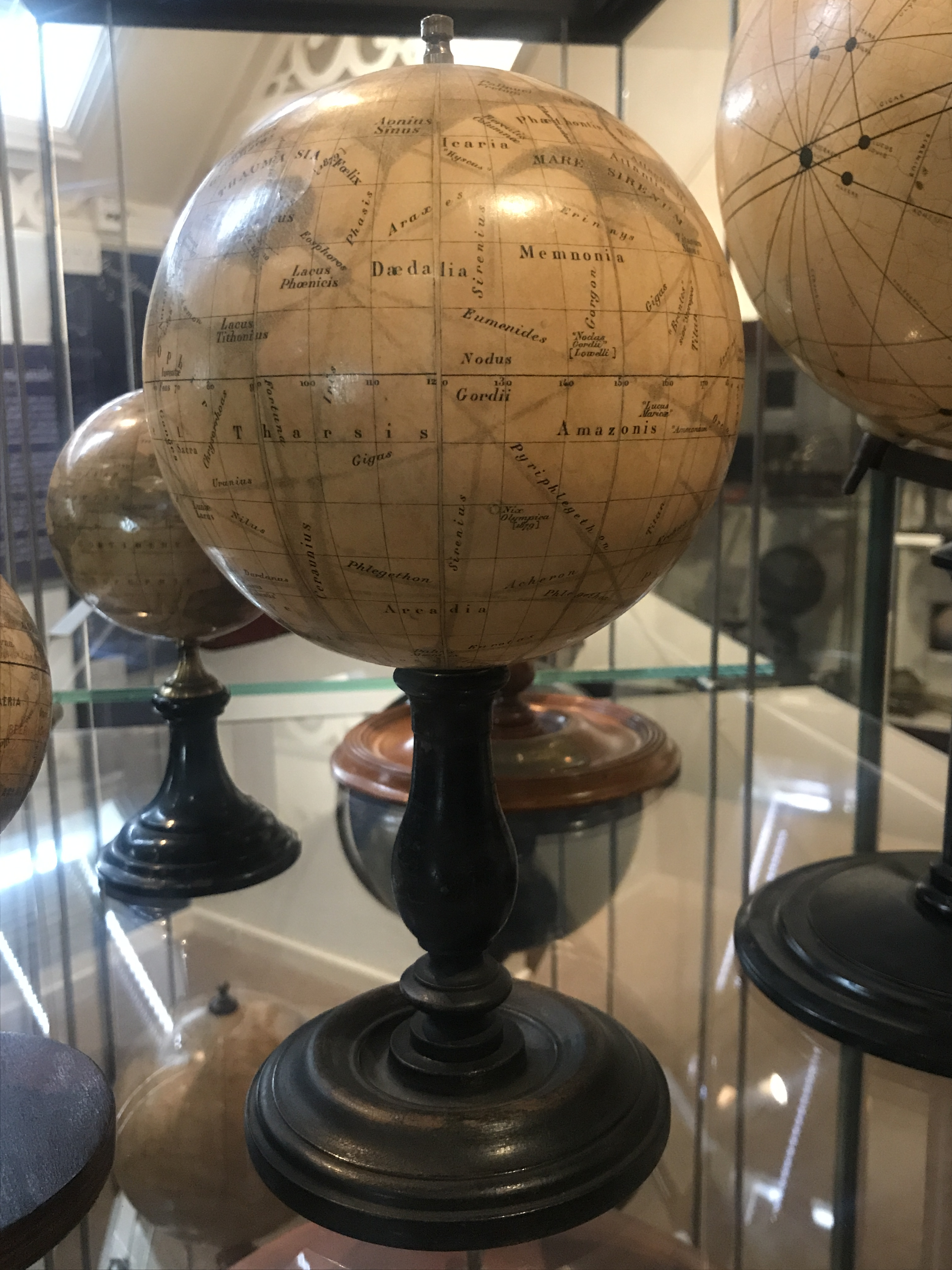
Каміль Фламмаріон, глобус Марса, 1898
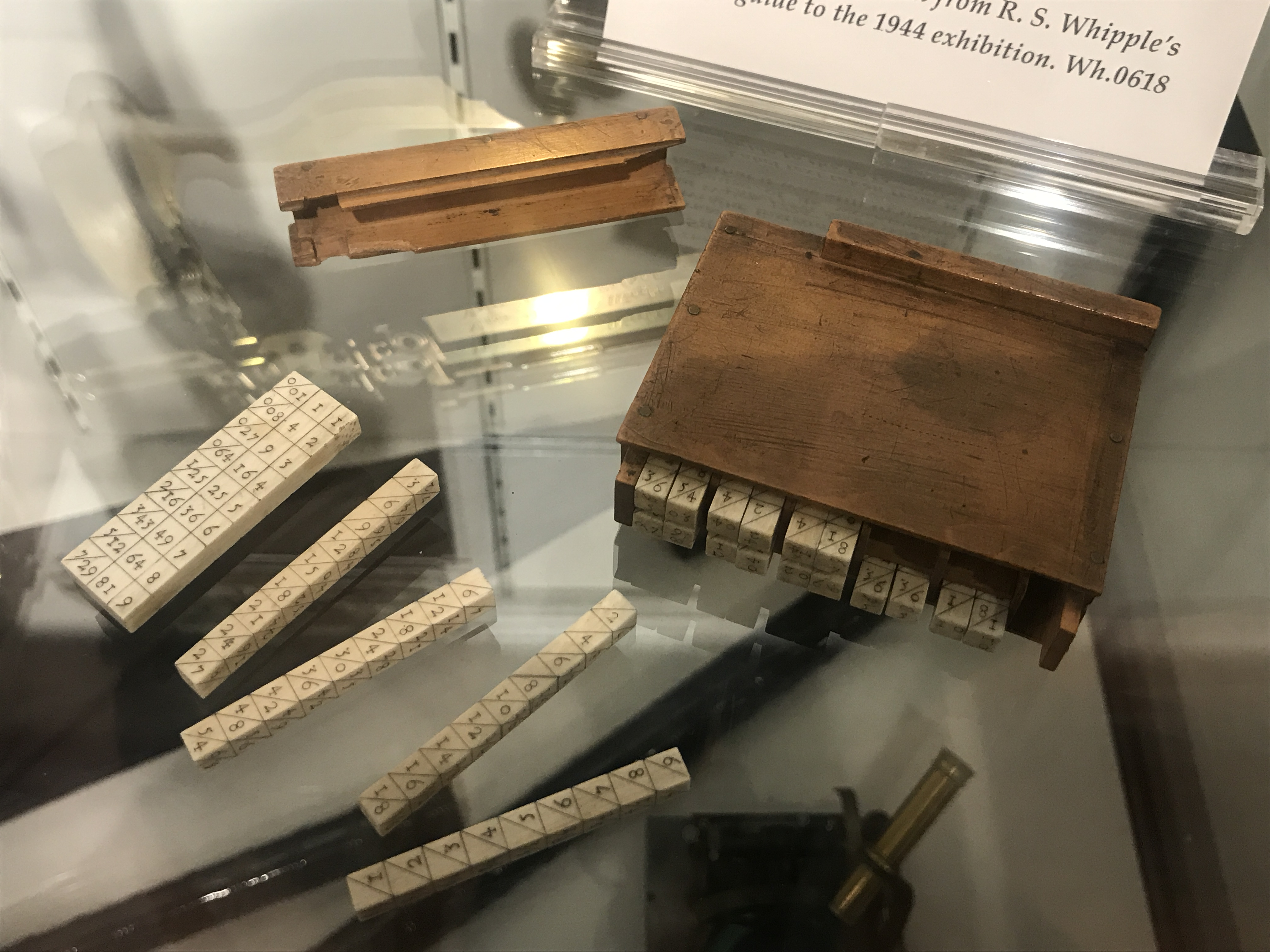
Рахунковий прилад – Палички Непера, бл. 1700

## Години роботи
Музеї відчинено з понеділка до п'ятниці з 12:30 до 16:30.